# Psilochorus tellezi
Psilochorus tellezi är en spindelart som beskrevs av Willis J. Gertsch 1971. Psilochorus tellezi ingår i släktet Psilochorus och familjen dallerspindlar. Inga underarter finns listade i Catalogue of Life.